# Цветков, Родион Васильевич
Родион Васильевич Цветков (23 ноября 1913, д. Москвино,  Костромская губерния, Российская империя —  7 апреля 2005,  Москва, Россия) — советский военачальник, генерал-майор (1959).

## Биография
Родился 23 ноября 1913 года в деревне  Москвино, ныне несуществующая деревня находившаяся на территории современного  Бакшеевского сельского поселения, Костромского района Костромской области.

### Военная служба

#### Межвоенные годы
4 августа 1934 года по партийной мобилизации был призван в РККА и направлен курсантом в Московское военное авиационно-техническое училище. В октябре 1937 году окончил его по 1-му разряду и был оставлен в нем инструктором политотдела и помощником начальника политотдела по комсомолу. Член ВКП(б) с 1937 года. С 1 сентября 1939 года зачислен слушателем в Военно-политическую академию РККА им. В. И. Ленина.

#### Великая Отечественная война
В начале  войны старший политрук Цветков приказом НКО СССР от 31 августа 1941 года был направлен в Военную академию РККА им. М. В. Фрунзе на курсы комиссаров штабов. После их окончания 20 октября того же года он был назначен комиссаром штаба 40-й отдельной курсантской бригады. В составе 16-й армии Западного фронта она участвовала в битве под Москвой, в оборонительных боях в районе города Клин. С переходом войск Красной армии в контрнаступление бригада успешно действовала в Клинско-Солнечногорской наступательной операции, участвовала в контрударе в районе Красной Поляны и в освобождении города Солнечногорск.
В марте 1942 года Цветков был переведен на строевую должность и назначен заместителем командира по строевой части 49-й отдельной стрелковой бригады, входившей в состав 5-й армии Западного фронта. 15 июня 1943 года полковник  Цветков был назначен заместителем командира по строевой части 208-й стрелковой дивизии. Ее части успешно действовали в Смоленской наступательной операции, участвовали в освобождении городов Ельня, Дорогобуж, Смоленск. С июня 1944 года дивизия в составе 90-го стрелкового корпуса 1-й ударной армии 2-го Прибалтийского фронта принимала участие в Режицко-Двинской наступательной операции. С 10 октября 1944 года полковник  Цветков вступил в командование этой дивизией. Затем дивизия в составе того же корпуса вошла в подчинение 43-й армии 1-го Прибалтийского фронта и участвовала в Мемельской наступательной операции. В ходе ее она форсировала реку Нарев и вышла к границе с Восточной Пруссией. С февраля 1945 года дивизия в составе 124-го стрелкового корпуса 3-й армии 3-го Белорусского фронта в ходе наступления форсировала реку Пассарге и овладела городами Вилленберг, Ортельсбург, Моруген. За успешное выполнение заданий командования в этих боях она была награждена орденом Красного Знамени. В апреле 1945 года дивизия в составе 5-й армии этого же фронта успешно действовала при штурме города Кенигсберг, захвате форта № 4. С 11 апреля 1945 года и до конца войны ее части несли службу по охране побережья залива Фришес-Гаф.
За время войны комдив Цветков был три раза персонально упомянут в благодарственных в приказах Верховного Главнокомандующего.

#### Послевоенное время
После войны полковник  Цветков продолжал командовать этой дивизией. После ее расформирования в марте 1946 года он был направлен на курсы усовершенствования командиров стрелковых дивизий при Военной академии им. М. В. Фрунзе. После их окончания с марта 1947 года проходил службу в Управлении боевой подготовки Сухопутных войск в должности
старшего офицера 2-го, затем 1-го отделов. С 8 августа 1949 года был заместителем начальника по политической части Управления боевой подготовки Сухопутных войск Советской армии. С 5 октября 1951 года по 9 сентября 1953 года находился в служебной командировке в Румынии, на должности военного советника при политуправлении Бухарестского военного округа Румынской армии. После возвращения в СССР в ноябре 1953 года он был назначен начальником общевойскового факультета Военно-политической академии им. В. И. Ленина. С мая 1955 года по октябрь 1957 года учился в Высшей военной академии им. К. Е. Ворошилова, затем был назначен заместителем начальника Политуправления МВО. С мая 1958 года назначен начальником отдела высших военно-учебных заведений Главного политического управления Советской армии и Военно-морского флота, с мая 1959 года был секретарем партийного комитета Военно-политической академии им. В. И. Ленина. С января по июнь 1964 года состоял в распоряжении Главного политического управления Советской армии и Военно-морского флота, затем был назначен заместителем начальника политуправления ГСВГ. С марта 1967 года служит на должности заместителя (по политической части) начальника  10-го Главного управления Генштаба ВС СССР. В октябре 1975 года генерал-майор Цветков уволен в запас.
Указом Президента Российской Федерации № 443 от 4 мая 1995 года,  за отличия в руководстве войсками при проведении боевых операций в период Великой Отечественной войны 1941-1945 годов, был награждён орденом Жукова.
Умер 7 апреля 2005 года. Похоронен на Троекуровском кладбище.

## Награды
РФ
- орден Жукова (04.05.1995)

СССР
- четыре ордена Красного Знамени (в том числе 21.07.1942[6], 04.05.1943[7],  05.11.1954[8])
- орден Суворова II степени (10.04.1945)[9]
- два ордена Отечественной войны I степени  (15.10.1944[10], 06.04.1985[11][12])
- орден Красной Звезды (15.11.1950)[8][13]
- орден «За службу Родине в Вооружённых Силах СССР» III степени[2]
- орден «Знак Почёта»[2]
  - медали в том числе:
  - «За боевые заслуги» (03.11.1944)[8][14]
  - «За оборону Москвы» (1944)[9]
  - «За победу над Германией в Великой Отечественной войне 1941—1945 гг.» (1945)
  - «За взятие Кёнигсберга» (1945)
  - «Ветеран Вооружённых Сил СССР» (1976)
- знак «50 лет пребывания в КПСС»

Приказы (благодарности) Верховного Главнокомандующего в которых отмечен Р. В. Цветков.
- За овладение городами Вормдитт и Мельзак — важными узлами коммуникаций и сильными опорными пунктами обороны немцев. 17 февраля 1945 года. № 282.
- За завершение ликвидации окруженной восточно-прусской группы немецких войск юго-западнее Кенигсберга. 29 марта 1945 года. № 317.
- За овладение крепостью и главным городом Восточной Пруссии Кенигсберг — стратегически важным узлом обороны немцев на Балтийском море. 9 апреля 1945 года. № 333.

Других стран
 НРБ:
- орден «9 сентября 1944 года» III степени с мечами (14.09.1974)
- медаль «90 лет со дня рождения Георгия Димитрова» (23.02.1974)

 МНР:
- орден Красного Знамени (06.07.1971)
- медаль «30 лет Халхин-Гольской Победы» (15.08.1969)
- медаль «50 лет Монгольской Народной Армии» (15.03.1971)

 ПНР: 
- Крест Храбрых (19.12.1968)

 Чехословакия:  
- медаль «За укрепление дружбы по оружию» I степени (_.05.1970)
- медаль «30 лет освобождения Чехословакии Советской Армией» (22.08.1974)